# Koffieplantages in Cuba
Koffieplantages in Cuba bevonden (en bevinden) zich met name in het zuidoostelijk landsdeel. Het archeologisch landschap van de koffieplantages in zuidoost Cuba is cultureel werelderfgoed van UNESCO. Het bestaat uit overblijfselen van de 19e-eeuwse plantages die werden beheerd door Franse kolonisten. Het landschap illustreert de monopoliecultuur van destijds. 

## Geschiedenis
Koffieplantages werd allereerst opgericht op het eiland Saint-Domingue (Hispaniola) door de Franse kolonisten in de 18e eeuw. Door slavenopstanden vanaf 1790 (die uiteindelijk zouden resulteren in de oprichting van de onafhankelijke staat Haïti in 1804) vluchtten Franse plantage-eigenaren, samen met veel van hun Afrikaanse slaven, naar het naburige Cuba, dat destijds nog onder Spaans bewind stond. 
De Fransen verkregen grond in het zuidoostelijk deel van het eiland, rondom de Sierra Maestra - een gebied dat bij uitstek geschikt was voor koffieteelt, vanwege het klimaat en natuurlijke bos. Al snel groeide het gebied uit en werden er steeds meer koffieplantages (cafetales) gebouwd. Gedurende de 19e eeuw vestigden zich in dit gebied steeds meer kolonisten uit onder meer Frankrijk, Catalonië, Engeland, Duitsland en Noord-Amerika. Hierdoor ontstond een fysieke en culturele vermenging met de bevolking, origineel van Spaans-etnische afkomst, wat leidde tot een multi-etnische cultuur. 
Om hun bedrijven te onderhouden bouwden de plantage-eigenaren in de fysiek moeilijke omgeving een uitgebreide infrastructuur van wegen en waterbeheer. Veel van deze bouwsels staan nog steeds, of zijn herbouwd. 
Rond de late 19e eeuw kwam de koffieproductie in andere delen van Latijns-Amerika, zoals Brazilië, Colombia en Costa Rica, sterk opzetten. Nieuwe technieken werden geïntroduceerd. De plantages in het oosten van Cuba waren niet in staat om te concurreren in de groeiende wereldmarkt. Geleidelijkaan sloten de Cubaanse koffieplantages. 
Momenteel zijn er nog slechts een handvol 'pioniers', die nog steeds met traditionele technieken produceren. 

## Afbeeldingen

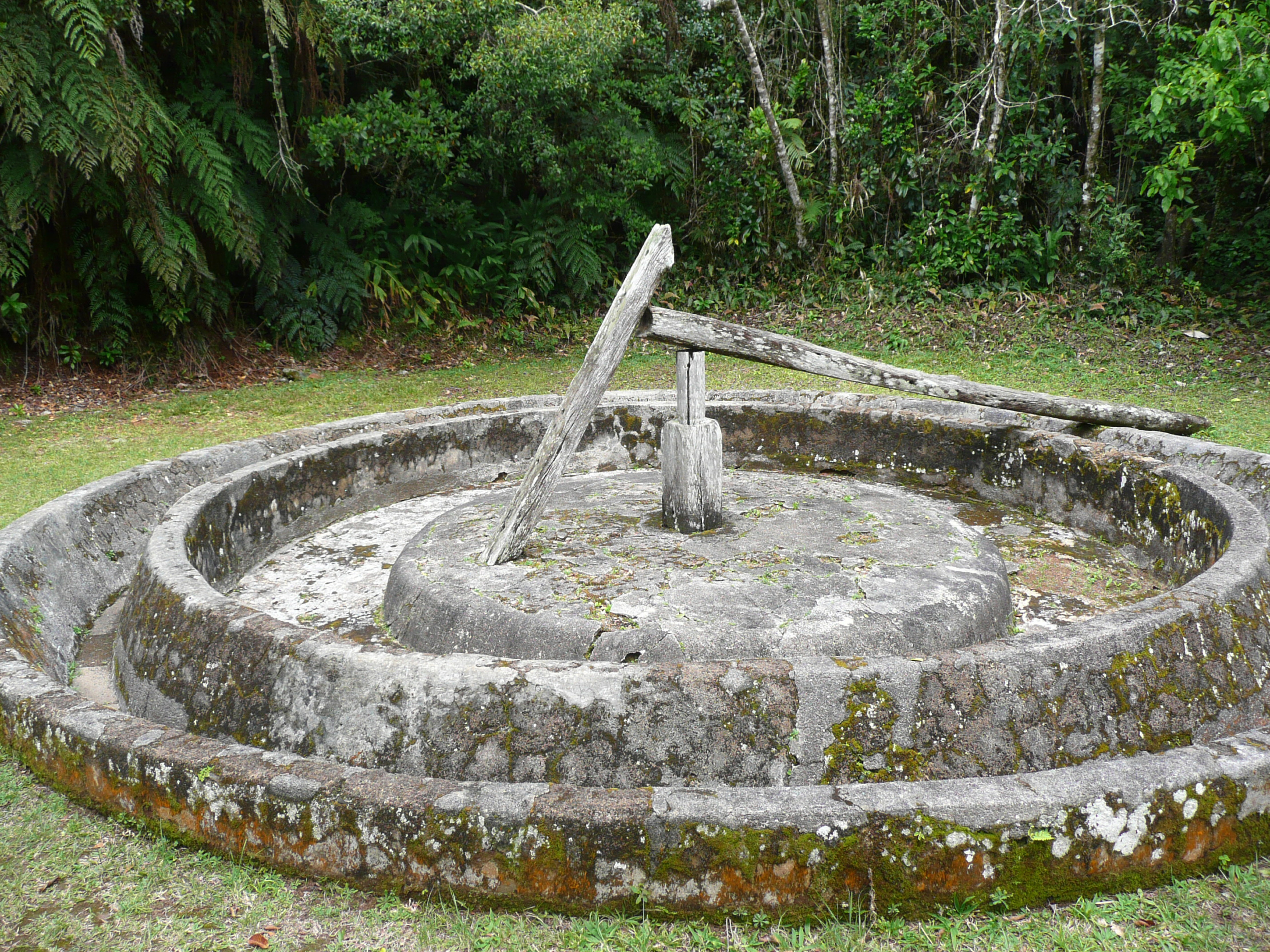
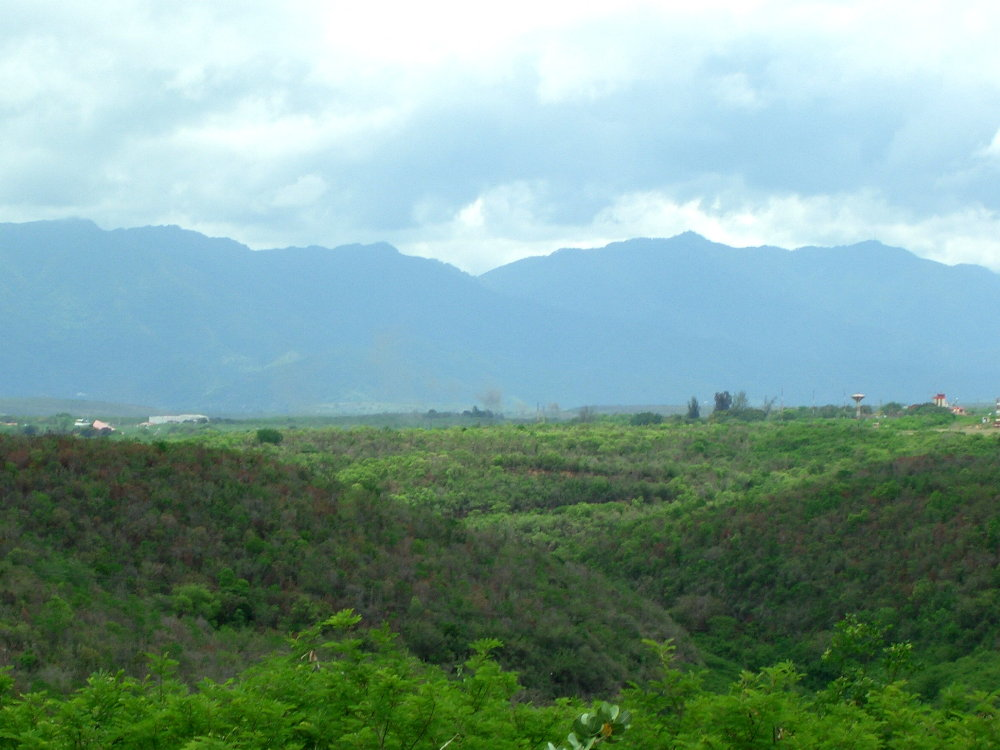
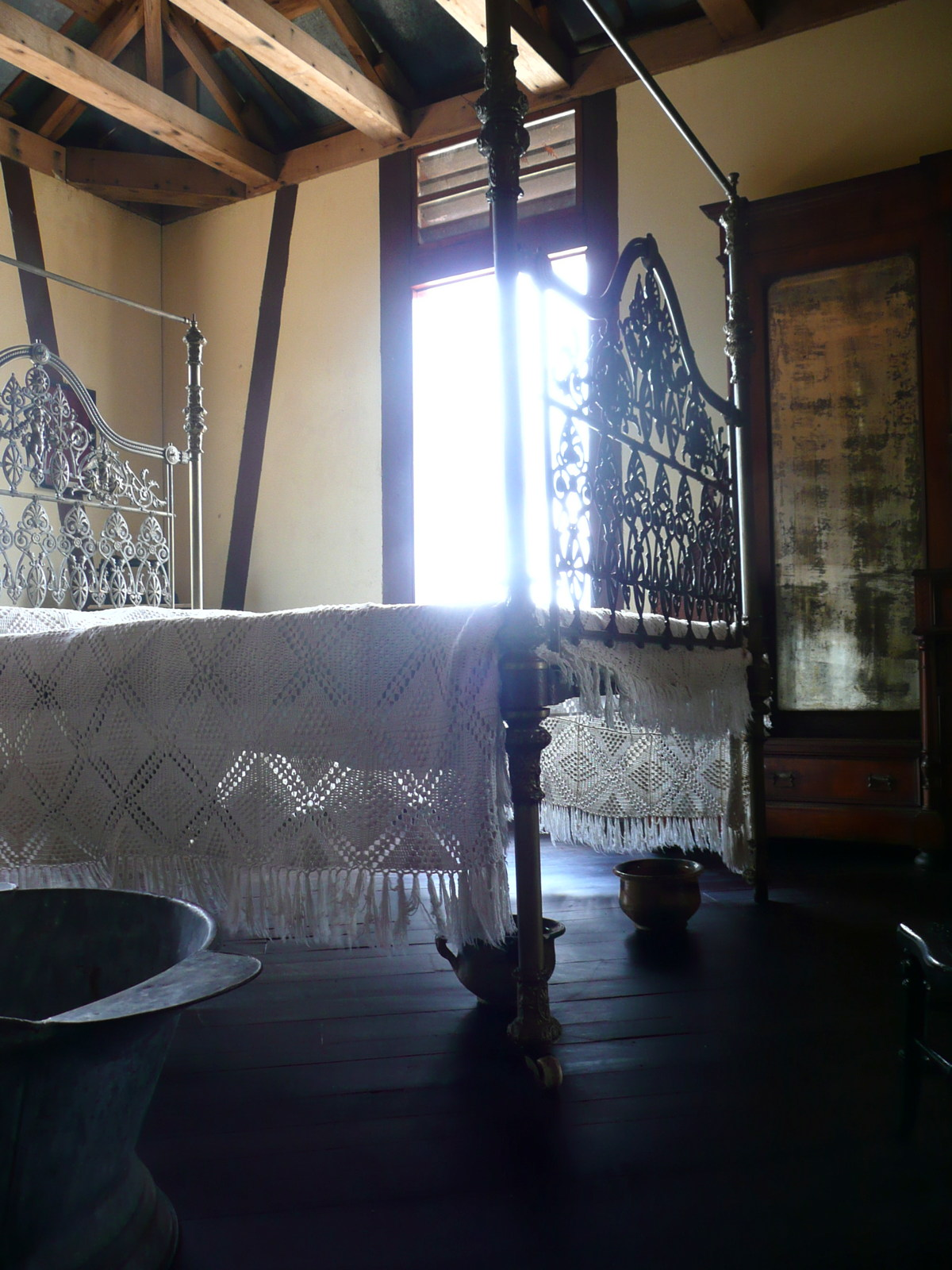
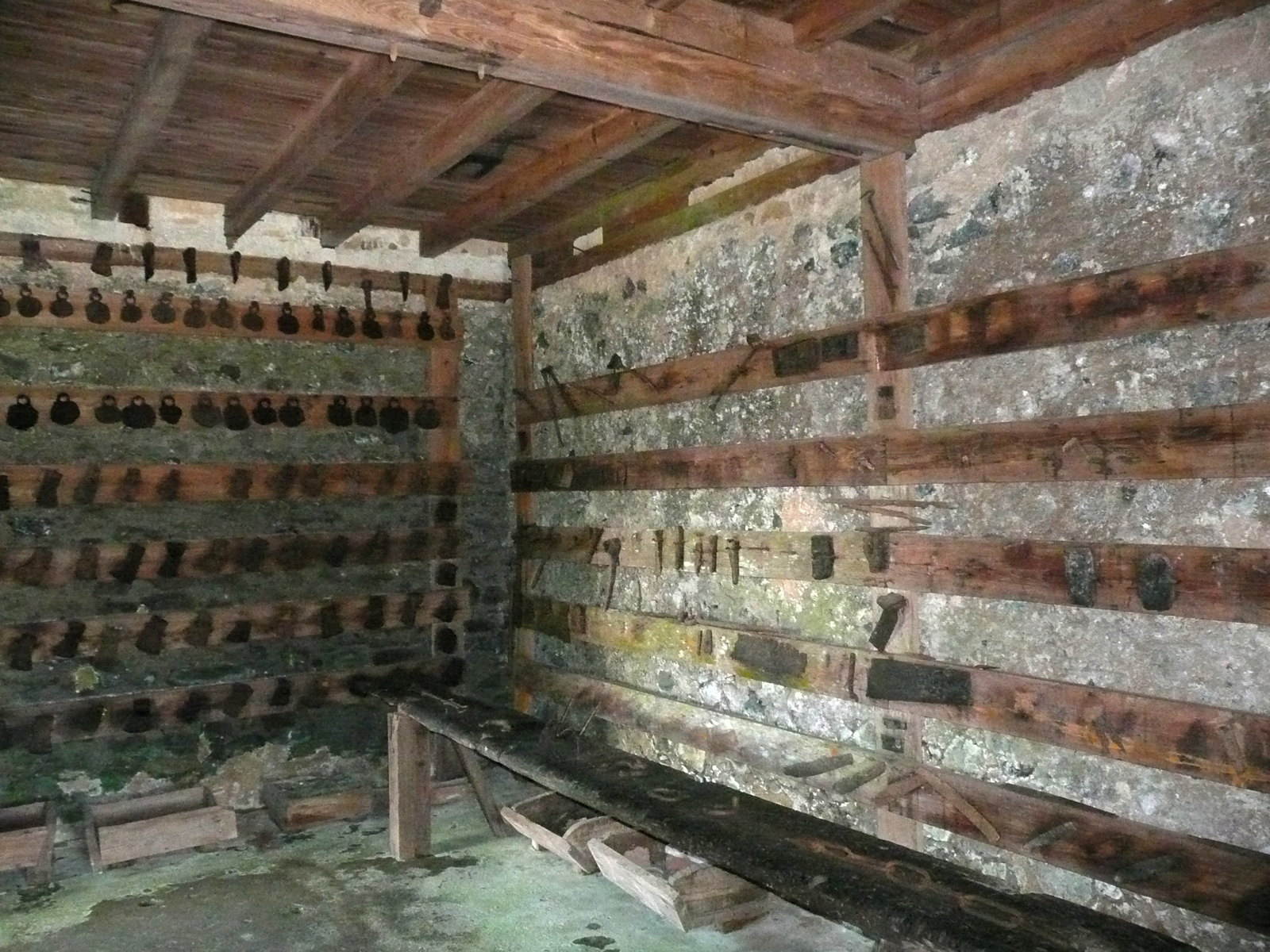
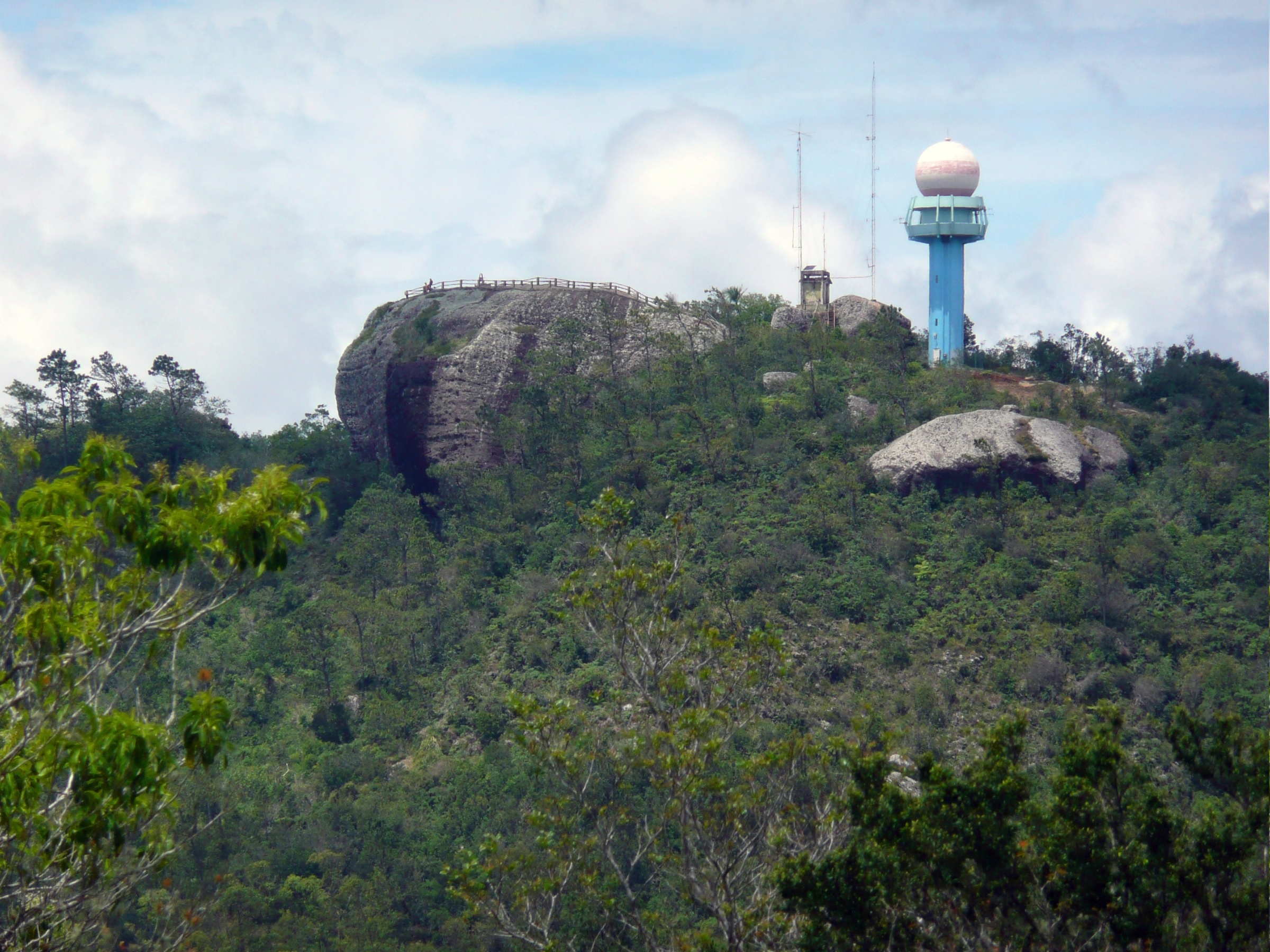